# Богородский, Неофит Михайлович
Неофит Михайлович Богородский (1853 — после 1914) — духовный писатель и педагог.

## Биография
Родился 16 (28) января 1853 года в селе Новом Даниловского уезда Ярославской губернии. 
В 1878 году со степенью кандидата богословия окончил Санкт-Петербургскую духовную академию и с 7 августа был направлен в Виленскую духовную семинарию, в которой более восьми лет состоял преподавателем Св. Писания, Библейской истории, а также древнееврейского языка. В 1879 году был удостоен степени магистра богословия и утверждён в этой степени после защиты представленной им печатной диссертации: «Учение св. Иоанна Дамаскина об исхождении Св. Духа, изложенное в связи с тезисами боннской конференции 1875 года» (СПб.: тип. О.Г. Елеонского и К°, 1879. — [2], IV, 186 с.). В своей диссертации Богородский провёл обстоятельное исследование вопроса о том, что разумели отцы древней восточной неразделенной церкви и ее писатели, когда говорили об исхождении Св. Духа от Отца через Сына. Он пришёл к следующим выводам:

Восточные писатели употребляли формулу «через Сына» не об одном только временном послании в мир Св. Духа. Они допускали ее иногда и в рассуждениях о предвечном исхождении Св. Духа от Отца. Формула «через Сына» у сих писателей в последнем случае служит выражением мысли о совокупности вечного происхождения Сына и Св. Духа от Отца, и вместе с тем служит отрицанием мысли о какой-либо последовательности рождения Сына и исхождения Св. Духа <…>Такое толкование формулы «через Сына» весьма неблагоприятно для римско-католического учения об исхождении Св. Духа от Отца и Сына, так как оно и с церковно-исторической и с логической точки зрения подрывает учение римских богословов о последовательном чередовании рождения Сына и исхождения Святого Духа, а вместе с тем колеблет и основное учение католиков о причинной зависимости Св. Духа от Сына.
С ноября 1886 года в течение трёх лет был наставником Несвижской учительской семинарии в Минской губернии, где преподавал русский язык, церковнославянский язык, теорию словесности и историю русской литературы (новый период до Гоголя включительно), а также методику преподавания в народных училищах языков русского и церковнославянского. 
С 1 ноября 1889 года занял должность инспектора народных училищ Гродненской губернии.
Его главные труды, помимо магистерской диссертации: «О подлинности второй части (гл. 9—14) книги св. пророка Захарии» (Вильна, 1886); «Еврейский идеал по 60-й главе книги св. пророка Исайи» («Литовские епархиальные ведомости». — 1886. — № 6) «Дух Святый. Историко-догматический очерк» (Гродна, 1904). 